# Elecciones provinciales de Mendoza de 1991
Las elecciones generales de la provincia de Mendoza de 1991 tuvieron lugar el domingo 8 de septiembre del mencionado año, al mismo tiempo que las elecciones legislativas a nivel nacional. Se realizaron con el objetivo de renovar los cargos de Gobernador y Vicegobernador, 24 de los 48 escaños de la Cámara de Diputados, y 19 de los 38 escaños del Senado Provincial, componiendo los poderes ejecutivo y legislativo de la provincia para el período 1991-1995.  mismo tiempo se renovaron las intendencias de varios municipios y sus Concejos Deliberantes. Fueron las terceras elecciones provinciales mendocinas desde la restauración de la democracia, y las decimoctavas desde la instauración del sufragio secreto.
El resultado estableció que Rodolfo Gabrielli fuera elegido Gobernador con el 56% de los votos.

## Renovación legislativa
| Sección Electoral | Cámara de Diputados | Cámara de Diputados | Cámara de Senadores | Cámara de Senadores |
| Sección Electoral | Diputados           | A renovar           | Senadores           | A renovar           |
| ----------------- | ------------------- | ------------------- | ------------------- | ------------------- |
| 1                 | 16                  | 8                   | 12                  | 6                   |
| 2                 | 12                  | 6                   | 10                  | 5                   |
| 3                 | 10                  | 5                   | 8                   | 4                   |
| 4                 | 10                  | 5                   | 8                   | 4                   |
| Total             | 48                  | 24                  | 38                  | 19                  |

## Resultados

### Consulta Popular
Consulta popular para aprobar cambios a la constitución provincial sobre elegir intendentes de forma directa y un nuevo artículo declarando la propiedad exclusiva, inalienable e imprescriptible de los yacimientos de hidrocarburos en la provincia.
| Opción                | Elección de intendentes | Elección de intendentes   | Elección de intendentes         | Propiedad de hidrocarburos | Propiedad de hidrocarburos | Propiedad de hidrocarburos      |
| Opción                | Votos                   | % (Sobre votos positivos) | % (Sobre electores registrados) | Votos                      | % (Sobre votos positivos)  | % (Sobre electores registrados) |
| --------------------- | ----------------------- | ------------------------- | ------------------------------- | -------------------------- | -------------------------- | ------------------------------- |
| Sí                    | 668.135                 | 99,26                     | 77,56                           | 671.478                    | 99,26                      | 77,95                           |
| No                    | 5.003                   | 0,74                      | 0,58                            | 5.017                      | 0,74                       | 0,58                            |
| Votos positivos       | 673.138                 | 92,23                     | 78,15                           | 676.495                    | 92,69                      | 78,54                           |
| Votos en blanco       | 54.193                  | 7,43                      | 6,29                            | 50.671                     | 6,94                       | 5,88                            |
| Votos nulos           | 2.516                   | 0,34                      | 0,29                            | 2.681                      | 0,37                       | 0,31                            |
| Participación         | 729.847                 | 84,73                     | 84,73                           | 729.847                    | 84,73                      | 84,73                           |
| Electores registrados | 861.392                 | 100                       | 100                             | 861.392                    | 100                        | 100                             |
| Fuente:               |                         |                           |                                 |                            |                            |                                 |

### Gobernador y vicegobernador
| Fórmula               | Fórmula               | Partido                      | Partido                                                          | Partido                                                          | Votos   | %     |
| Gobernador            | Vicegobernador        | Partido                      | Partido                                                          | Partido                                                          | Votos   | %     |
| --------------------- | --------------------- | ---------------------------- | ---------------------------------------------------------------- | ---------------------------------------------------------------- | ------- | ----- |
| Rodolfo Gabrielli     | Carlos de la Rosa     |                              |                                                                  | Partido Justicialista                                            | 380.376 | 54,13 |
| Rodolfo Gabrielli     | Carlos de la Rosa     |                              | Movimiento de Integración y Desarrollo                           | 13.878                                                           | 1,98    |       |
| Rodolfo Gabrielli     | Carlos de la Rosa     | Total Gabrielli - De La Rosa | Total Gabrielli - De La Rosa                                     | Total Gabrielli - De La Rosa                                     | 394.254 | 56,11 |
| Víctor Fayad          | Ernesto Sanz          |                              | Unión Cívica Radical                                             | Unión Cívica Radical                                             | 235.308 | 33,49 |
| Gabriel Llano         | Carlos Balter         |                              | Partido Demócrata                                                | Partido Demócrata                                                | 54.521  | 7,76  |
|                       |                       |                              | Izquierda Unida por el Socialismo (PCA - PSOL)                   | Izquierda Unida por el Socialismo (PCA - PSOL)                   | 6.261   | 0,89  |
|                       |                       |                              | Partido Socialista Popular                                       | Partido Socialista Popular                                       | 3.285   | 0,47  |
|                       |                       |                              | Partido Blanco                                                   | Partido Blanco                                                   | 3.244   | 0,46  |
|                       |                       |                              | Frente Trabajo y Solidaridad (Todos por la Patria - Solidaridad) | Frente Trabajo y Solidaridad (Todos por la Patria - Solidaridad) | 1.640   | 0,23  |
|                       |                       |                              | Movimiento al Socialismo                                         | Movimiento al Socialismo                                         | 1.516   | 0,22  |
|                       |                       |                              | Unión del Centro Democrático                                     | Unión del Centro Democrático                                     | 1.393   | 0,20  |
|                       |                       |                              | Frente Político y Social (PH - PI)                               | Frente Político y Social (PH - PI)                               | 1.228   | 0,17  |
| Votos positivos       | Votos positivos       | Votos positivos              | Votos positivos                                                  | Votos positivos                                                  | 702.650 | 96,27 |
| Votos en blanco       | Votos en blanco       | Votos en blanco              | Votos en blanco                                                  | Votos en blanco                                                  | 22.545  | 3,09  |
| Votos nulos           | Votos nulos           | Votos nulos                  | Votos nulos                                                      | Votos nulos                                                      | 4.652   | 0,64  |
| Participación         | Participación         | Participación                | Participación                                                    | Participación                                                    | 729.847 | 84,73 |
| Electores registrados | Electores registrados | Electores registrados        | Electores registrados                                            | Electores registrados                                            | 861.392 | 100   |
| Fuente:               |                       |                              |                                                                  |                                                                  |         |       |

### Cámara de Diputados

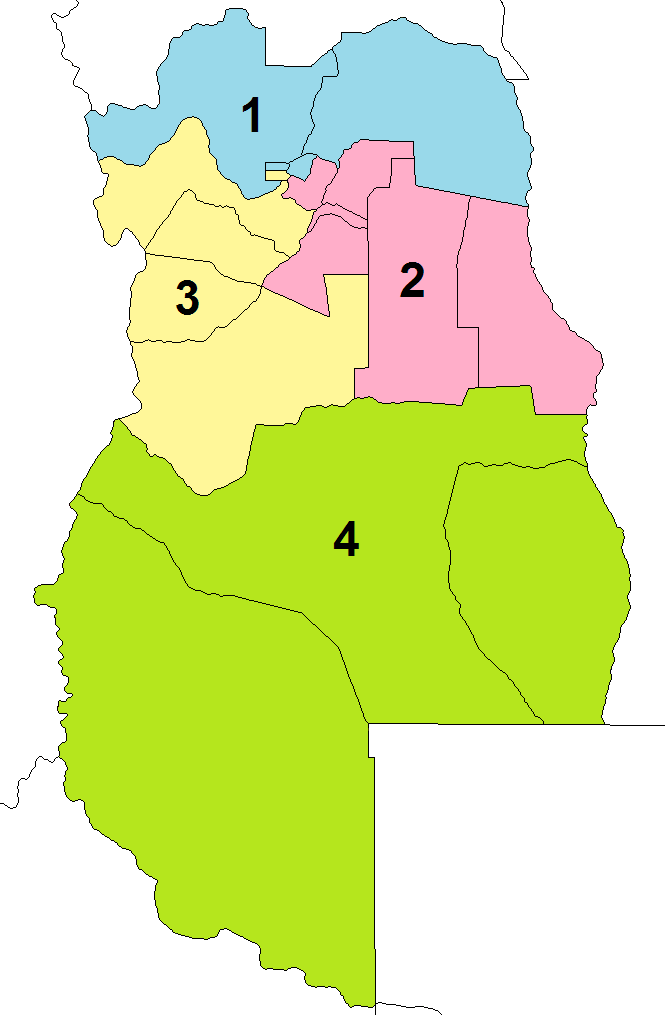
Secciones electorales de Mendoza:
1ª Sección
2ª Sección
3ª Sección
4ª Sección

| ← 1989 · Cámara de Diputados · 1993 → | ← 1989 · Cámara de Diputados · 1993 →                            | ← 1989 · Cámara de Diputados · 1993 → | ← 1989 · Cámara de Diputados · 1993 → | ← 1989 · Cámara de Diputados · 1993 → |
| Partido                               | Partido                                                          | Votos                                 | %                                     | Bancas                                |
| ------------------------------------- | ---------------------------------------------------------------- | ------------------------------------- | ------------------------------------- | ------------------------------------- |
|                                       | Partido Justicialista                                            | 349.795                               | 51,02                                 | 14/24                                 |
|                                       | Unión Cívica Radical                                             | 212.629                               | 31,01                                 | 9/24                                  |
|                                       | Partido Demócrata                                                | 87.266                                | 12,73                                 | 1/24                                  |
|                                       | Movimiento de Integración y Desarrollo                           | 13.178                                | 1,92                                  |                                       |
|                                       | Izquierda Unida por el Socialismo (PCA - PSOL)                   | 7.780                                 | 1,13                                  |                                       |
|                                       | Partido Socialista Popular                                       | 4.344                                 | 0,63                                  |                                       |
|                                       | Partido Blanco                                                   | 3.243                                 | 0,47                                  |                                       |
|                                       | Unión del Centro Democrático                                     | 2.125                                 | 0,31                                  |                                       |
|                                       | Movimiento al Socialismo                                         | 1.879                                 | 0,27                                  |                                       |
|                                       | Frente Trabajo y Solidaridad (Todos por la Patria - Solidaridad) | 1.835                                 | 0,27                                  |                                       |
|                                       | Frente Político y Social (PH - PI)                               | 1.508                                 | 0,22                                  |                                       |
| Votos positivos                       | Votos positivos                                                  | 685.582                               | 93,94                                 |                                       |
| Votos en blanco                       | Votos en blanco                                                  | 40.213                                | 5,51                                  |                                       |
| Votos nulos                           | Votos nulos                                                      | 4.052                                 | 0,56                                  |                                       |
| Participación                         | Participación                                                    | 729.847                               | 84,73                                 |                                       |
| Electores registrados                 | Electores registrados                                            | 861.392                               | 100                                   |                                       |
| Fuente:                               |                                                                  |                                       |                                       |                                       |

#### Electos
| Sección Electoral | Diputado                     | Partido | Partido               |
| ----------------- | ---------------------------- | ------- | --------------------- |
| 1ª                | Juan Alberto Marchena        |         | Partido Justicialista |
| 1ª                | Félix Rodolfo González       |         | Partido Justicialista |
| 1ª                | Jorge Luis Galbani           |         | Partido Justicialista |
| 1ª                | Ricardo Daniel Pettignano    |         | Partido Justicialista |
| 1ª                | Sergio Bruni                 |         | Unión Cívica Radical  |
| 1ª                | Andrés Marín                 |         | Unión Cívica Radical  |
| 1ª                | Raúl Levrino                 |         | Unión Cívica Radical  |
| 1ª                | Alberto Oscar Sánchez        |         | Partido Demócrata     |
| 2ª                | Miguel Ángel Barroso Giménez |         | Partido Justicialista |
| 2ª                | Clemente Abraham Montaña     |         | Partido Justicialista |
| 2ª                | Guillermo Oscar Stagni       |         | Partido Justicialista |
| 2ª                | Roque Antonio Giménez        |         | Partido Justicialista |
| 2ª                | Sergio Pinto                 |         | Unión Cívica Radical  |
| 2ª                | José María Llaver            |         | Unión Cívica Radical  |
| 3ª                | Alberto Ricardo Pont         |         | Partido Justicialista |
| 3ª                | Roberto Antonio Sari         |         | Partido Justicialista |
| 3ª                | Guillermo S. Gallardo        |         | Partido Justicialista |
| 3ª                | Jacobo Caram                 |         | Unión Cívica Radical  |
| 3ª                | Ulpiano Suárez               |         | Unión Cívica Radical  |
| 4ª                | Armando Ignacio Dauverne     |         | Partido Justicialista |
| 4ª                | Ilda Eve Nélida Ibarra       |         | Partido Justicialista |
| 4ª                | Celso Jaque                  |         | Partido Justicialista |
| 4ª                | Roberto Alonso               |         | Unión Cívica Radical  |
| 4ª                | Jorge Serrano                |         | Unión Cívica Radical  |

### Cámara de Senadores
| ← 1989 · Cámara de Senadores · 1993 → | ← 1989 · Cámara de Senadores · 1993 →                            | ← 1989 · Cámara de Senadores · 1993 → | ← 1989 · Cámara de Senadores · 1993 → | ← 1989 · Cámara de Senadores · 1993 → |
| Partido                               | Partido                                                          | Votos                                 | %                                     | Bancas                                |
| ------------------------------------- | ---------------------------------------------------------------- | ------------------------------------- | ------------------------------------- | ------------------------------------- |
|                                       | Partido Justicialista                                            | 350.557                               | 51,03                                 | 13/19                                 |
|                                       | Unión Cívica Radical                                             | 214.016                               | 31,15                                 | 5/19                                  |
|                                       | Partido Demócrata                                                | 86.781                                | 12,63                                 | 1/19                                  |
|                                       | Movimiento de Integración y Desarrollo                           | 13.177                                | 1,92                                  |                                       |
|                                       | Izquierda Unida por el Socialismo (PCA - PSOL)                   | 7.680                                 | 1,12                                  |                                       |
|                                       | Partido Socialista Popular                                       | 4.269                                 | 0,62                                  |                                       |
|                                       | Partido Blanco                                                   | 3.287                                 | 0,48                                  |                                       |
|                                       | Unión del Centro Democrático                                     | 2.054                                 | 0,30                                  |                                       |
|                                       | Movimiento al Socialismo                                         | 1.865                                 | 0,27                                  |                                       |
|                                       | Frente Trabajo y Solidaridad (Todos por la Patria - Solidaridad) | 1.819                                 | 0,26                                  |                                       |
|                                       | Frente Político y Social (PH - PI)                               | 1.477                                 | 0,21                                  |                                       |
| Votos positivos                       | Votos positivos                                                  | 686.982                               | 94,13                                 |                                       |
| Votos en blanco                       | Votos en blanco                                                  | 38.813                                | 5,32                                  |                                       |
| Votos nulos                           | Votos nulos                                                      | 4.052                                 | 0,56                                  |                                       |
| Participación                         | Participación                                                    | 729.847                               | 84,73                                 |                                       |
| Electores registrados                 | Electores registrados                                            | 861.392                               | 100                                   |                                       |
| Fuente:                               |                                                                  |                                       |                                       |                                       |

#### Electos
| Sección Electoral | Senador                    | Partido | Partido               |
| ----------------- | -------------------------- | ------- | --------------------- |
| 1ª                | Alberto Ramiro Granata     |         | Partido Justicialista |
| 1ª                | José Tescari               |         | Partido Justicialista |
| 1ª                | José Carlos Ferrer         |         | Partido Justicialista |
| 1ª                | Alberto Montbrun           |         | Unión Cívica Radical  |
| 1ª                | Luis G. Borsani            |         | Unión Cívica Radical  |
| 1ª                | Ariosto Joaquín Falaschi   |         | Partido Demócrata     |
| 2ª                | Eduardo Antonio Córdoba    |         | Partido Justicialista |
| 2ª                | Alfredo Luis Ghilardi      |         | Partido Justicialista |
| 2ª                | Miguel Ramón Montaña       |         | Partido Justicialista |
| 2ª                | Antonio Spano              |         | Partido Justicialista |
| 2ª                | Hugo Nicolás Lanci         |         | Unión Cívica Radical  |
| 3ª                | Pablo Antonio Márquez      |         | Partido Justicialista |
| 3ª                | Félix Domingo Sarmiento    |         | Partido Justicialista |
| 3ª                | Antonio Salvador Gutelli   |         | Partido Justicialista |
| 3ª                | José Martínez              |         | Unión Cívica Radical  |
| 4ª                | Miguel Adolfo Baquini      |         | Partido Justicialista |
| 4ª                | José Hugo Campuzano Méndez |         | Partido Justicialista |
| 4ª                | Nelly Paulina Raddi        |         | Partido Justicialista |
| 4ª                | Raúl Miguel                |         | Unión Cívica Radical  |